# Pseudholophylla soror
Pseudholophylla soror är en skalbaggsart som beskrevs av Britton 1978. Pseudholophylla soror ingår i släktet Pseudholophylla och familjen Melolonthidae. Inga underarter finns listade i Catalogue of Life.